# Arrondissement judiciaire du Hainaut

Localisation de l'arrondissement judiciaire du Hainaut, après la fusion des arrondissements judiciaires de 2014.

Cet article court présente un sujet plus développé dans : Arrondissement judiciaire de Charleroi, Arrondissement judiciaire de Mons et Arrondissement judiciaire de Tournai.
L'arrondissement judiciaire du Hainaut est depuis le 1er avril 2014 l'un des 12 arrondissements judiciaires de Belgique. Il est le résultat de la fusion des arrondissements judiciaires de Charleroi, Mons et Tournai et dépend du ressort de la Cour d'appel de Mons. Il comprend 23 cantons judiciaires, 69 communes et ses limites territoriales coïncident avec la province de Hainaut.